# Jacquemontia fruticulosa
Jacquemontia fruticulosa är en vindeväxtart som beskrevs av Hallier f. Jacquemontia fruticulosa ingår i släktet Jacquemontia och familjen vindeväxter. Inga underarter finns listade i Catalogue of Life.